# Anacardium occidentale
L'anacardio (Anacardium occidentale L., 1753) è una specie arborea sempreverde della famiglia delle Anacardiaceae, originaria del Brasile.
È coltivato per la produzione del seme, chiamato anacardo o noce di acagiù (dal portoghese caju), e, in maniera accessoria, del suo falso frutto utilizzato per succhi e fermentazioni alcoliche.
Nel 2019, a livello globale sono state prodotte quattro milioni di tonnellate di anacardi. La Costa d'Avorio e l'India sono i principali produttori.

## Descrizione
L'albero ha un tronco tortuoso, rosato e non molto alto, normalmente tra 5 e 10 metri in coltivazione, 15 m in natura. 

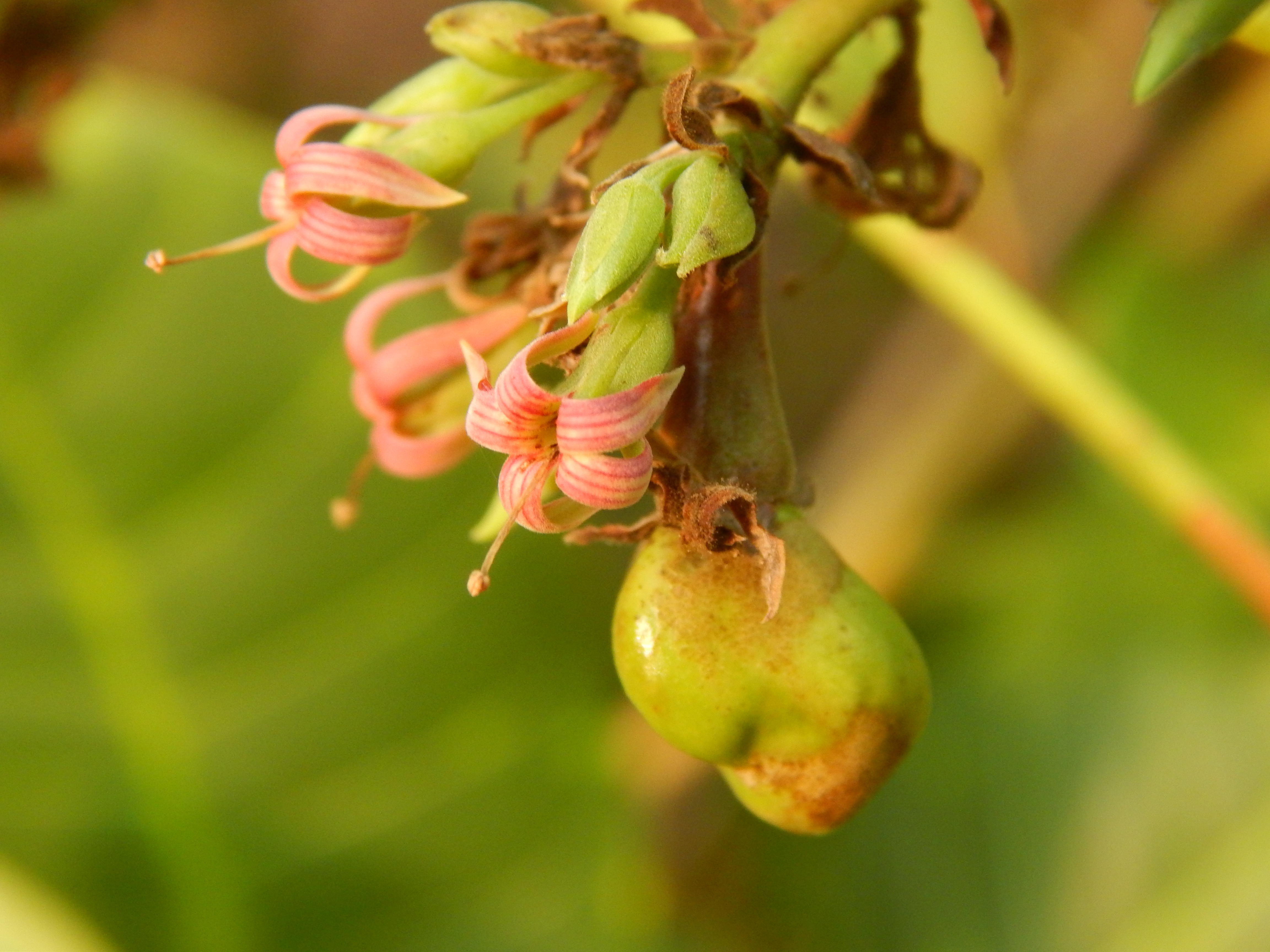
fiori e giovane frutto

Le foglie sono oblunghe e coriacee, di color verde brillante a maturità, a fillotassi alterna; misurano 4–22 centimetri di lunghezza e 2–15 cm di larghezza ed hanno margini interi. I fiori sono ermafroditi, raggruppati in infiorescenze lunghe fino a 26 cm. Ogni fiore ha 5 petali di color bianco-roseo. 

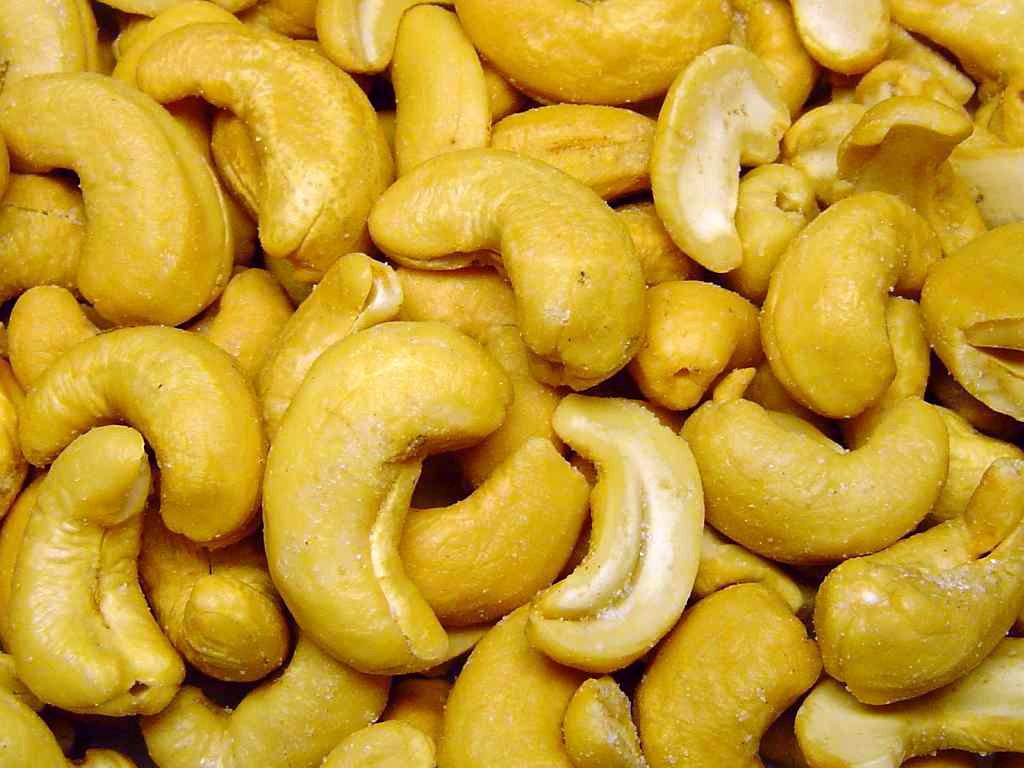
Noci di anacardio come snack

Il frutto, detto anacardio o noce di acagiù, ha la forma di un rene. La parte commestibile è il seme presente all'interno della drupa. Il frutto ha un epicarpo liscio e un mesocarpo resinoso e caustico. Questo strato che circonda il seme contiene una resina fenolica allergenica, l'acido anacardico, che è un potente irritante per la pelle chimicamente correlato al più noto e tossico urusciolo, comune in diverse specie della famiglia delle Anacardiaceae.
Il frutto cresce alla base di un falso frutto, di color giallo o rosso,  chiamato "mela di anacardio o mela di acagiù".  Questo falso frutto deriva dallo sviluppo ipertrofico del peduncolo fiorale e del ricettacolo (in un processo simile a quanto avviene da noi per la mela). Il falso frutto può anche venir chiamato  maragnone (dallo spagnolo marañón, derivato dallo stato brasiliano di Maranhão, di cui sembra originario). Ha la forma e la grandezza di una piccola pera e contiene una polpa commestibile, carnosa, succulenta, zuccherina e astringente, da cui si ricavano succhi molto apprezzati ai tropici.

## Distribuzione e habitat
La specie è originaria del Nord-est del Brasile e del sud-est del Venezuela ed è abbastanza diffusa in tutti i tropici, dove è stata ampiamente diffusa dai portoghesi nel Cinquecento.  I coloni portoghesi in Brasile iniziarono ad esportare anacardi già intorno al 1550. I portoghesi lo portarono a Goa, in India, tra il 1560 e il 1565. Da lì si diffuse in tutto il sud-est asiatico e infine in Africa.
In India e nell'Africa sub-sahariana, dove è stata introdotta dai portoghesi, si è addirittura naturalizzata, formando estese foreste e diventando il principale prodotto di esportazione del Mozambico.
Il suo areale si spinge poco oltre i limiti del tropico, ovunque le minime medie non scendano sotto i 16 °C, e abbassamenti sotto i 10 °C siano rari: non tollera il gelo. L'albero è invece molto resistente alla siccità e cresce anche in aree con circa 500 mm di precipitazioni annue.

## Produzione
| I dieci maggiori produttori di noce di anacardio nel 2018 | I dieci maggiori produttori di noce di anacardio nel 2018 |
| Paese                                                     | Produzione (tonnellate)                                   |
| --------------------------------------------------------- | --------------------------------------------------------- |
| Vietnam                                                   | 2 663 885                                                 |
| India                                                     | 785 925                                                   |
| Costa d'Avorio                                            | 688 000                                                   |
| Filippine                                                 | 228 612                                                   |
| Benin                                                     | 215 232                                                   |
| Tanzania                                                  | 171 455                                                   |
| Mali                                                      | 167 621                                                   |
| Guinea-Bissau                                             | 150 934                                                   |
| Brasile                                                   | 141 418                                                   |
| Indonesia                                                 | 136 402                                                   |

## Tossicità
Alcune persone sono allergiche agli anacardi, ma rappresentano un allergene meno frequente della frutta a guscio o delle arachidi.  Circa il 6% dei bambini e il 3% degli adulti, è allergico agli anacardi; per queste persone il consumo di anacardi può causare reazioni allergiche, che vanno dal lieve disagio all'anafilassi con pericolo di vita.
Queste allergie sono innescate dalle proteine presenti negli anacardi e la cottura spesso non rimuove o modifica in modo sostanziale queste proteine. Le reazioni agli anacardi tuttavia possono verificarsi anche come conseguenza della presenza di tracce di altra frutta a guscio che possono essere inavvertitamente introdotte durante la lavorazione, la manipolazione o la produzione degli alimenti.
Il guscio degli anacardi inoltre contiene composti oleosi che possono causare dermatite da contatto, derivante principalmente dai lipidi fenolici, dall'acido anacardico e dal cardanolo. Per questo motivo, gli anacardi in genere vengono venduti senza guscio. Tuttavia queste sostanze, che si possono facilmente estrarre dai gusci, sono oggi oggetto di ricerca per le potenziali applicazioni nei nanomateriali e nella biotecnologia.

## Usi

### Olio di anacardi
L'olio di anacardi è un olio di colore giallo scuro derivato dalla spremitura degli anacardi (tipicamente da pezzi rotti quindi di valore economico inferiore) e viene utilizzato per cucinare o come condimento per l'insalata. L'olio di altissima qualità viene prodotto da un'unica spremitura a freddo.